# Xestia lorezi
Xestia lorezi, auch Alpen-Goldbandeule genannt, ist ein Schmetterling (Nachtfalter) aus der Familie der Eulenfalter (Noctuidae). Das Artepitheton ehrt den Schweizer Apotheker und Entomologen Carl Friedrich Lorez.

## Merkmale

### Falter
Die Falter variieren in der Färbung ziemlich stark, was sich auch in den folgenden Unterarten ausdrückt:
- Bei der Nominatform ssp. lorezi mit einer Flügelspannweite von 38 bis 41[1] Millimetern ist die Grundfärbung auf den Vorderflügeln großflächig blassgelb, goldgelb oder gelbbraun. Linien oder Makeln heben sich kaum ab.
- Die kleinere und sehr unterschiedlich gefärbte ssp. kongsvoldensis hat eine Flügelspannweite von 33 bis 37 Millimetern und  weist auf den Vorderflügeln eine vorherrschend graue bis graubraune Grundfärbung auf. Ring- und Nierenmakel heben sich deutlicher hervor. Das  Mittelfeld ist etwas verdunkelt.

### Ei, Raupe
Das Ei ist halbkugelig, gerippt und hellgelb gefärbt. Vor dem Schlüpfen nimmt es eine dunkelviolette Farbe an. Die Raupen haben eine hellbraune Farbe, eine weißgelbe Bauchseite, eine breite, unterbrochene weiße Rückenlinie, schmale helle Nebenrückenlinien sowie breitere gelbweiße Seitenlinien. Neben der Rückenlinie sind einige dunkelbraune Dreiecksflecke erkennbar.

### Ähnliche Arten
- Xestia ochreago unterscheidet sich von der Nominatform ssp. lorezi durch die eckigere Vorderflügelform sowie die deutlicher hervortretenden Linien und Makel.
- Xestia tecta ähnelt der ssp. kongsvoldensis, besitzt aber ein noch etwas dunkleres Mittelfeld sowie meist eine mehr rötlichbraune Tönung.

## Verbreitung und Vorkommen
Die Art kommt im Norden Europas sowie in den Alpen vor. Lebensraum der ssp. lorezi sind die Alpen in Höhenlagen zwischen 1700 und 2500 Metern. Die ssp. kongsvoldensis ist in Fennoskandinavien und Nordrussland heimisch. Außerhalb Europas erscheinen vier weitere Unterarten, und zwar ssp. sajana im Sajangebirge, ssp. katuna im Altaigebirge, ssp. monotona in Jakutien sowie  ssp. ogilviana im kanadischen Territorium Yukon.

## Lebensweise
Die überwiegend nachtaktiven Falter fliegen von Ende Juni bis in den August in einer Generation im Jahr. Am Tage sitzen sie gelegentlich auf den Blütenköpfen von Alpendost (Adenostyles) oder Alpen-Kratzdistel (Cirsium spinosissimum). Sie besuchen auch künstliche Lichtquellen sowie Köder. Die Raupen ernähren sich von verschiedenen niedrigen Pflanzen.

## Gefährdung
Xestia lorezi kommt in Deutschland nur in den bayerischen Alpen vor und wird auf der Roten Liste gefährdeter Arten als Art mit geographischer Restriktion geführt.